# Cmentarzysko

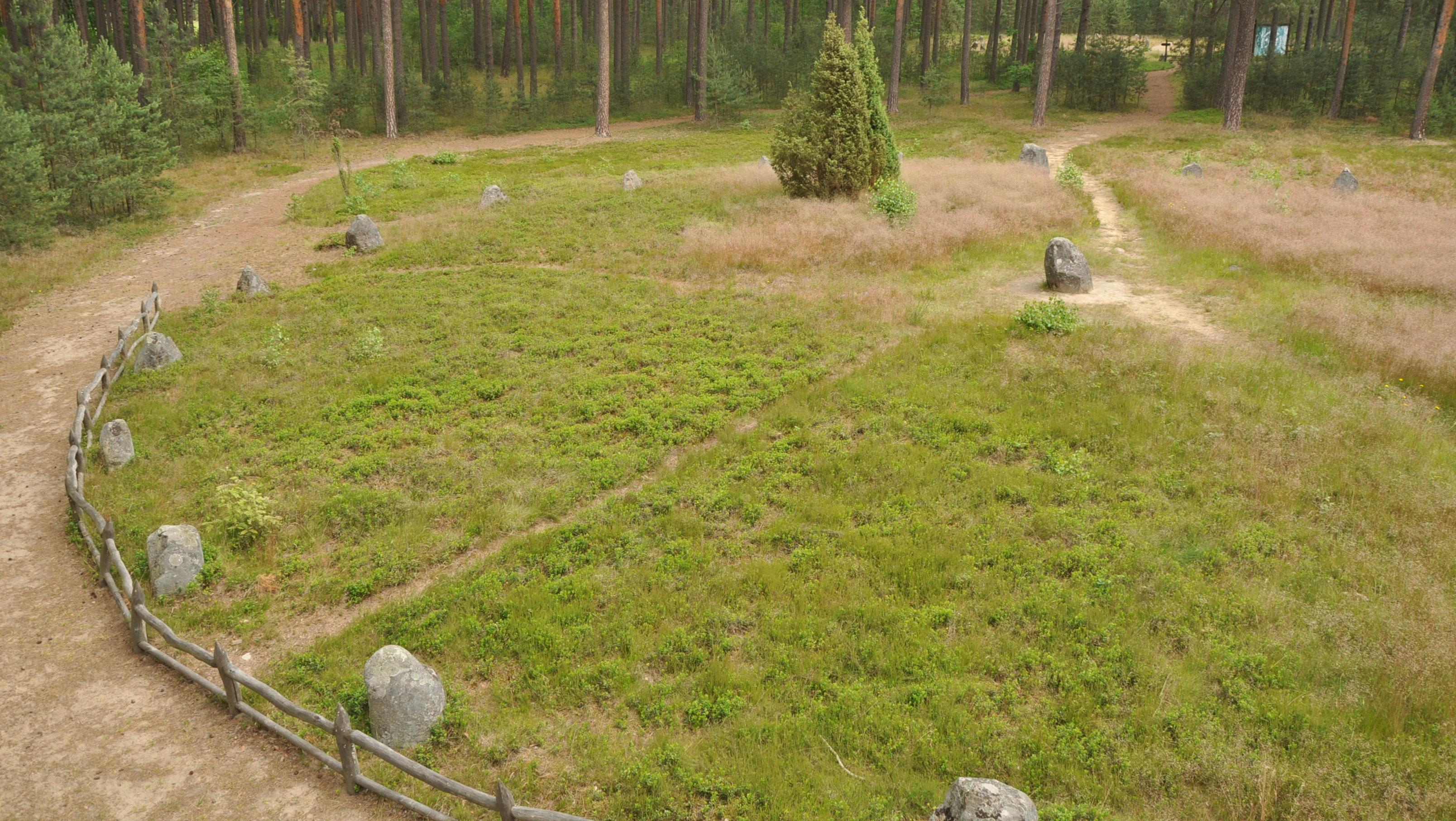
Cmentarzysko

Cmentarzysko – termin w archeologii oznaczający pozostałość po miejscu, gdzie ludność chowała swoich zmarłych (nazywane tak w odróżnieniu od dzisiejszych cmentarzy). Groby na cmentarzyskach mogą być np. szkieletowe lub ciałopalne – jamowe lub popielnicowe, płaskie lub kurhanowe. Czas użytkowania obejmował niekiedy kilkaset lat, liczba od kilku do ponad 4000 pochówków.